# Cíclades

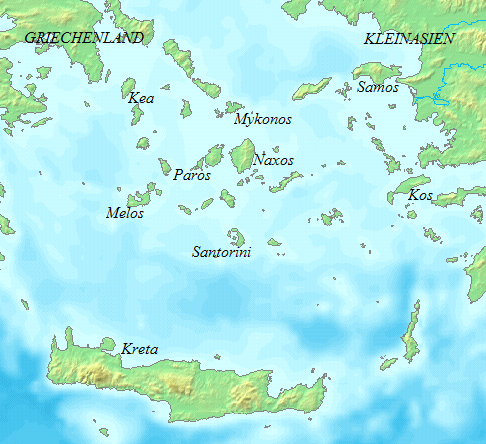
Principais ilhas das Cíclades.

As Cíclades ou Cícladas (ou ainda: Kikládes, Cyclades, Kykladon, Kyklades; em grego: Κυκλάδης; em grego antigo: Κυκλάδες, que significa "circular") é um grupo de ilhas no norte do mar Egeu. O seu nome indica as ilhas que formam um círculo à volta da ilha sagrada de Delos.
Até à reforma administrativa de 2014, estas ilhas formavam a cidade entretanto extinta das Cíclades, pertencente a região do Egeu Meridional, com sua capital na cidade de Hermópolis, que atualmente é a capital da unidade regional de Siro.
É um conjunto de mais de 200 ilhas, das quais as principais são Amorgos, Anafi, Andros, Antiparos, Ceos, Delos, Donussa, Folegandros, Ios, Hiracleia, Címolos, Cufonísia, Cítno, Milos, Míconos, Naxos, Paros, Santorini, Esquenussa, Sérifo, Sifnos, Sícinos, Siro, Terásia e Tinos.